# Campbon
Campbon település Franciaországban, Loire-Atlantique megyében. Lakosainak száma 4031 fő (2022. január 1.). Campbon Quilly, Bouvron, La Chapelle-Launay, Pontchâteau, Prinquiau, Sainte-Anne-sur-Brivet és Savenay községekkel határos.

## Népesség
A település népességének változása:
| Lakosok száma | 2569 | 2747 | 2918 | 3379 | 3904 | 3974 | 3998 | 3959 | 3949 | 4031 |
|               | 1968 | 1982 | 1990 | 2006 | 2013 | 2015 | 2017 | 2019 | 2020 | 2022 |